# Stefania Ferrario
Stefania Ferrario (nacida Stephanie Denise Kightley; 14 de junio de 1993) es una modelo australiana.

## Biografía
Ferrario nació en Canberra, Australia hija de una madre italiana y un padre inglés. En la actualidad, es el rostro de la línea de lencería de Dita Von Teese para Myer, y ha trabajado con Gok Wan para Target y otras marcas australianas como Sportsgirl y Berlei, en el extranjero ha trabajado para Fiorella Rubino, Flow en Malasia y Swimsuits For All.
En 2012 Ferrario se rapó el pelo para conseguir fondos para la lucha contra el cancer, la alopecia y la tricotilomania. El fotógrafo Peter Coulson entonces utilizó a Ferrario para su libro In My Pants.
En febrero de 2015, Ferrario comenzó una campaña con la presentadora de televisión Ajay Rochester para acabar con el término de "tallas grandes" para describir a las modelos con una talla superiores en la industria de la moda.
En 2017 Stefania estuvo entre los cuatro rostros de Melbourne Fashion Week.
En una entrevista con la revista Fuse, Ferrario declaró que es políglota, hablando inglés, francés e italiano; y se identifica como bisexual.